# Quire (île d'Elbe)
Quire était une probable colonie médiévale sur l'île d'Elbe, peut-être aussi d'origine étrusque, située à l'ouest de la commune de Portoferraio, dans la province de Livourne en Toscane. 

## Histoire

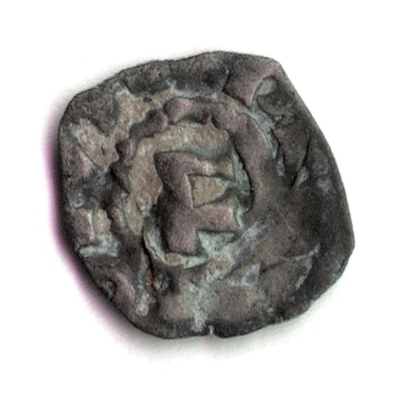
Denier pisan trouvé sur le site

Quire n'est, à l'heure actuelle, attesté par aucun document médiéval. Le peu d'informations sur sa localisation sont fournies par les historiens des XVIIIe siècle et XIXe siècle, respectivement Giovanni Vincenzo Coresi Del Bruno, Agostino Cesaretti et Giuseppe Ninci.
D'après Giovanni Vincenzo Coresi Del Bruno (Zibaldone di memorie, Biblioteca Marucelliana d Florence, C, 29, 1729 ),

« Le Château de Quire était situé à proximité de la Carrière d'Or [...]. On peut aujourd'hui voir les ruines de ce château qui se trouvent à proximité de la forteresse de Volterraio sur le territoire de Portoferraio »

.
Giuseppe Ninci, en 1815, ajoute que Quire se trouvait

« peut-être sur une crête de montagne appelée Le Case »

.

## Hypothèse de localisation
À la lumière des découvertes passées d'argent de la république de Pise (XIIIe siècle), ainsi que de l'existence de toponymes tels que Valle di San Quirico e Fonte di Quire, on a émis l'hypothèse que Quire se dressait à une hauteur de 305 m  où se trouvent des vestiges de murailles, à une courte distance du château de Volterraio et du village de Latrano.